# Dos mil dólares por Coyote
Pour plus de détails, voir Fiche technique et Distribution.
Dos mil dólares por Coyote (Django... Cacciatore di taglie) est un western spaghetti italo-espagnol sorti en 1966, réalisé par León Klimovsky.

## Synopsis
Un chasseur de primes, Sam Foster, blessé pendant un échange de coups de feu, se réfugie dans la maison de Jimmy et Mary, qui font tourner une petite usine.

## Fiche technique
- Titre original espagnol : Dos mil dólares por Coyote
- Titre italien : Django... cacciatore di taglie
- Réalisation : Leòn Klimowsky
- Production : Salvatore Romero (non crédité), Miguel Lecumberri
- Scénario : Manuel Sebares, Federico de Urrutia
- Musique : Fernando García Morcillo
- Photographie : Pablo Ripoll
- Montage : Juan Mª Pisón
- Maquillage : Lolita Merlo
- Pays :  Espagne,  Italie
- Genre : western spaghetti
- Durée : 87 min
- Année de sortie : 1966
- Langue originale : espagnol, italien

## Distribution
- James Philbrook : Sam Foster
- Nuria Torray : Mary Patterson
- Perla Cristal : Rita
- Vidal Molina (en) : Sonora
- Alfonso Rojas : shérif
- Guillermo Méndez : Lester
- Rafael Vaquero : homme de Sonora
- José Luis Lluch : Ricardo
- Antonio Moreno : Jeremy
- Lola Lemos (es) : sœur de Jeremy
- Rafael F. Rosas : Charlie Foster
- José Sancho : adjoint au shérif
- Julio Pérez Tabernero : Jimmy Patterson
- Rafael Luis Calvo (en) : White Feather
- José Miguel Ariza
- Aldo Berti
- Jonathan Daly (en)